# Continuum (serie televisiva)
Continuum è una serie televisiva di fantascienza canadese, prodotta dal 2012 al 2015 e trasmessa dal canale Showcase. In Italia la serie ha debuttato sul canale satellitare AXN Sci-Fi il 12 giugno 2013, mentre in chiaro su Rai 4 dal 10 ottobre 2013.
Tratta del conflitto tra un gruppo di ribelli-terroristi e una poliziotta che, viaggiando indietro nel tempo, giungono dall'anno 2077 al 2012.

## Trama
(Prologo di Kiera Cameron a ogni episodio delle prime due stagioni)
Vancouver, 2077. In un futuro distopico, la democrazia costituzionale e i governi nel mondo sono crollati; un nuovo sistema di corporazioni e repubbliche aziendali domina il pianeta attraverso un'alta sorveglianza privata, in uno stato di polizia tecnologicamente avanzato che, a fronte di sicurezza e pacificazione, ha eliminato alcune libertà civili.

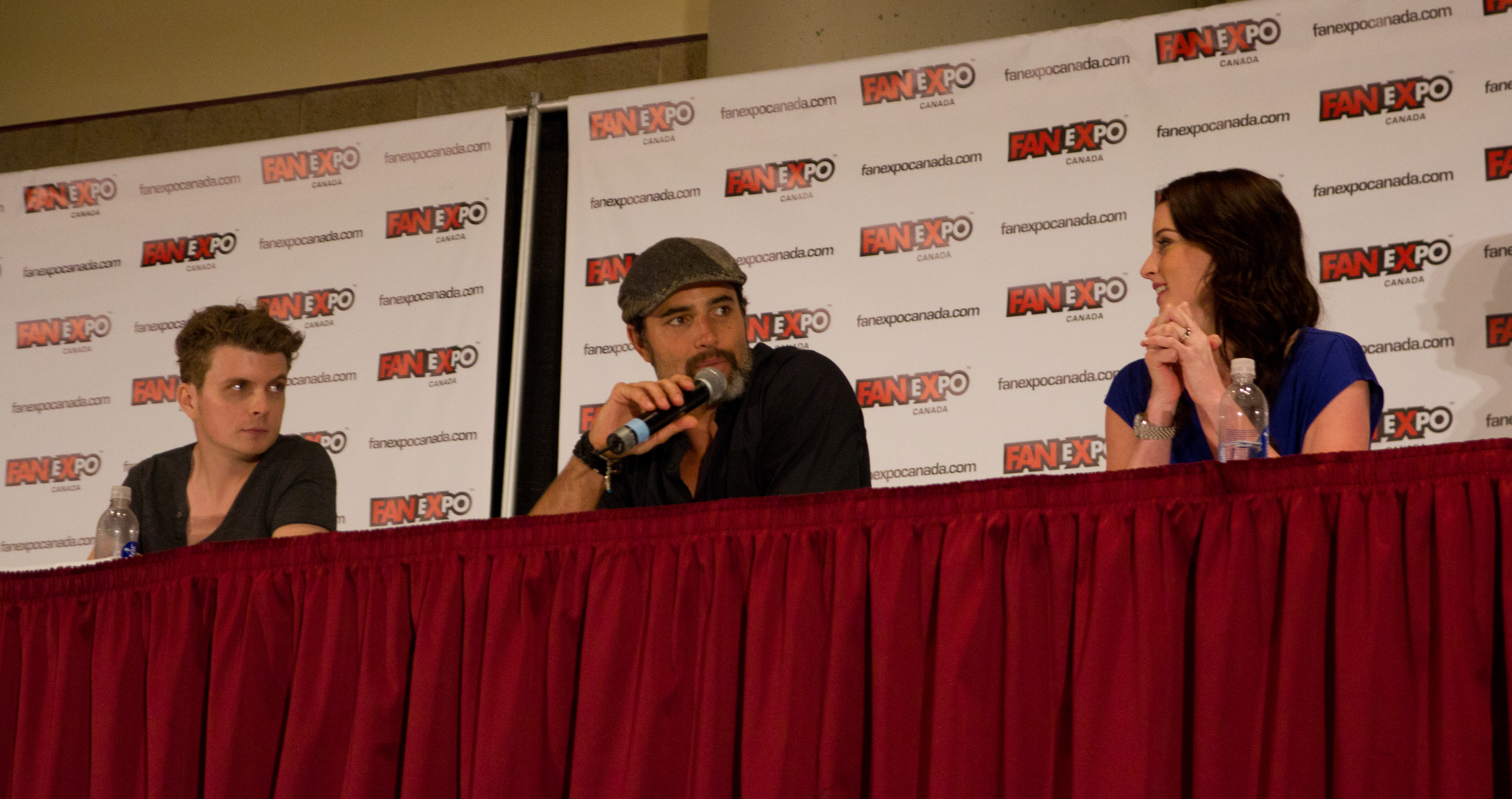
I tre protagonisti della serie: Alec, Carlos e Kiera.

In questo contesto, un gruppo di ribelli chiamati Liber8, facenti parte della resistenza allo status quo e condannati per questo alla pena di morte come terroristi, fugge dalla propria esecuzione viaggiando indietro nel tempo all'anno 2012. Il loro obiettivo è quello di cambiare la storia, riscrivendo il passato affinché gli eventi del 2077 non possano mai accadere. Ciò che non hanno previsto è che anche Kiera Cameron, un Protettore (la forza di polizia del futuro), è stata involontariamente trasportata indietro di sessantacinque anni assieme a loro.
Per rintracciare il gruppo e fermare i loro tentativi di modificare il continuum temporale, Kiera si unisce sotto false credenziali al dipartimento di polizia della Vancouver del 2012. Viene aiutata dal nuovo collega Carlos Fonnegra, detective ignaro della reale provenienza della partner nonché di Liber8, e sfrutta le conoscenze del giovane esperto informatico Alec Sadler, destinato a divenire uno dei più importanti uomini della società futura, il quale le fornisce informazioni e contatti necessari per operare in un tempo presente a lei sconosciuto.
Ritrovatisi nel passato, i veri confini della missione di Liber8 iniziano a farsi più sfumati, col gruppo che si spacca su come portare avanti la lotta a salvaguardia della democrazia, e membri che si lasciano ammaliare da un presente ai loro occhi arretrato ma, al tempo stesso, florido di opportunità. Contemporaneamente Kiera, aiutando Carlos tra un caso e l'altro sfruttando i suoi metodi d'indagine futuristici, cerca inoltre un modo per poter compiere il tragitto inverso e tornare al suo mondo, alla Vancouver del 2077, per riabbracciare il marito e il figlio.

## Episodi
La prima stagione è composta da 10 episodi. Il 25 agosto, Showcase ha rinnovato ufficialmente la serie per una seconda stagione di 13 episodi, in onda a partire dal 21 aprile 2013. Il 5 giugno 2013, Showcase ha rinnovato la serie per una terza stagione, che ha debuttato in patria il 16 marzo 2014. L'8 dicembre dello stesso anno Showcase ha rinnovato la serie per una quarta e ultima stagione di 6 episodi, trasmessa in Canada nel 2015.
| Stagione         | Episodi | Prima TV Canada | Prima TV Italia |
| ---------------- | ------- | --------------- | --------------- |
| Prima stagione   | 10      | 2012            | 2013            |
| Seconda stagione | 13      | 2013            | 2014            |
| Terza stagione   | 13      | 2014            | 2015            |
| Quarta stagione  | 6       | 2015            | 2016            |

## Personaggi e interpreti

### Personaggi principali
- Kiera Cameron, interpretata da Rachel Nichols.
È un'agente di polizia, "Protettore" del Servizio Protezione Centrale di Vancouver che viene trasportata dal 2077 nel passato, prefiggendosi l'obiettivo di impedire a Liber8 di cambiare gli eventi futuri.
- Carlos Fonnegra, interpretato da Victor Webster.
È un detective del dipartimento di polizia di Vancouver dell'anno 2012, che diventa partner di Kiera.
- Alec Sadler, interpretato da Erik Knudsen (nel 2012) e da William B. Davis (nel 2077).
È un geniale teenager, che nel presente è in grado di comunicare con Keira fin dal suo arrivo nell'anno 2012; nel futuro, divenuto adulto, fonda e dirige una delle più grandi industrie che nel 2077 guidano il Nordamerica.
- Matthew Kellog, interpretato da Stephen Lobo.
È un ex membro di Liber8.
- Travis Verta, interpretato da Roger Cross.
È un membro di Liber8.
- Sonya Valentine, interpretata da Lexa Doig.
È un membro di Liber8.
- Edouard Kagame, interpretato da Tony Amendola.
È il capo di Liber8.
- Lucas Ingram, interpretato da Omari Newton.
È un membro di Liber8.
- Jasmine Garza, interpretata da Luvia Petersen.
È un membro di Liber8.
- Betty Robertson, interpretata da Jennifer Spence.
È una detective del distretto di polizia di Vancouver.
- Jack Dillon, interpretato da Brian Markinson.
È l'ispettore del distretto di polizia di Vancouver.
- Brad Tonkin, interpretato da Ryan Robbins.
Misterioso viaggiatore del tempo che appartiene a una particolare organizzazione.

### Personaggi secondari
- Greg Cameron, interpretato da John Reardon.
È il marito di Kiera.
- Sam Cameron, interpretato da Sean Michael Kyer.
È il figlio di Kiera.
- Oscar, interpretato da Zahf Paroo.
È un amico della famiglia Cameron.
- Elena, interpretata da Caitlin Cromwell.
È un "Protettore" del Servizio Protezione Centrale di Vancouver.
- Curtis Chen, interpretato da Terry Chen.
È un membro di Liber8.
- Stefan Jaworski, interpretato da Mike Dopud.
È un membro di Liber8.
- Ann Sadler, interpretata da Janet Kidder.
È la madre di Alec.
- Roland Randol, interpretato da Michael Rogers.
È il patrigno di Alec.
- Julian Randol, interpretato da Richard Harmon.
È il fratellastro di Alec.
- Emily, interpretata da Magda Apanowicz.
È la compagna del giovane Alec Sadler.
- Maddie, interpretata da Olivia Ryan-Stern.
È la nonna di Kellog.
- Clayton, interpretato da Adam Greydon Reid.
È il medico legale della polizia.
- Lily Jones, interpretata da Katie Findlay.
È la nonna di Kiera.
- Madre di Kagame, interpretata da Beatrice Sallis.
- Martin Bradley, interpretato da Jonathan Walker.